# كفر سالم النحال
كفر سالم النحال إحدى قرى مركز السنطة التابع لمحافظة الغربية بجمهورية مصر العربية، ويجاورها قرى شبراقاص وكفر الشيخ مفتاح وميت غزال وشبرابيل. أصل الكفر من توابع كفر الشيخ مفتاح ثم فصل عنه في 1272 هـ باسم كفر سالم ثم ورد باسمه الحالي منذ سنة 1870.

## السكان
بلغ عدد سكان كفر سالم النحال 6388 نسمة حسب تقدير عام 2018.
| السنة  | 1882 | 1897 | 1907 | 1927 | 1947 | 1960 | 1976 | 1986 | 1996 | 2006  | 2018 |
| ------ | ---- | ---- | ---- | ---- | ---- | ---- | ---- | ---- | ---- | ----- | ---- |
| القرية | 484  | 763  | 990  | 1397 | 1530 | 1987 | 2630 | 3382 | 4183 | 4,866 | 6388 |